# 佐賀県の図書館一覧
佐賀県の図書館一覧（さがけんのとしょかんいちらん）は、佐賀県内にある図書館の一覧である。

## 県立図書館
- 佐賀県立図書館（佐賀市）
  - 好生館分室（佐賀県医療センター好生館）

## 市町立図書館
佐賀県20市町のうち17市町が市立・町立の図書館をもつ。一部の分室を除いて、すべての市町の館が佐賀県内図書館横断検索システムに参加する。
※名称を（）で囲んだもの: 統括する図書館組織名だが、その名称の施設は存在しない。（本館）と記したもの: 分館を統括する図書館組織名で、かつその名称の施設が存在する。
佐賀市
- 佐賀市立図書館（本館）
  - 大和館
  - 諸富館
  - 東与賀館
  - 富士館
  - 三瀬館
  - 川副館
  - 久保田館
  - 金立分室
  - 高木瀬分室
  - 鍋島分室
  - 開成分室
  - 巨勢分室
  - 本庄分室

唐津市
- 唐津市近代図書館（本館）
  - 唐津市相知図書館

鳥栖市
- 鳥栖市立図書館
  - サンメッセ鳥栖図書コーナー

多久市
- 多久市立図書館

伊万里市
- 伊万里市民図書館

武雄市
- 武雄市図書館・歴史資料館（本館）
  - 武雄市こども図書館

鹿島市
- 鹿島市民図書館

小城市
- （小城市民図書館）
  - 小城館
  - 三日月館
  - 芦刈分室
  - 牛津分室

嬉野市
- （嬉野市立図書館）
  - 嬉野市嬉野図書館
  - 嬉野市塩田図書館

神埼市
- 神埼市立図書館（本館）
  - 千代田分館
  - 背振分館

基山町
- 基山町立図書館

上峰町
- 上峰町図書館

みやき町
- みやき町立図書館

玄海町
- 玄海町立図書館

有田町
- （有田町立図書館）
  - 有田町東図書館
  - 有田町西図書館

白石町
- ゆうあい図書館

太良町
- 太良町立大橋記念図書館

## 公民館図書室
以下の3町は町立の図書館をもたない。ネイブル図書コーナー（江北町）のみ佐賀県内図書館横断検索システムに参加する。
吉野ヶ里町
- 吉野ヶ里町中央公民館図書室
- 吉野ヶ里町東脊振公民館図書室

江北町
- 佐賀のへそ・ふれあい交流センター（ネイブル）図書コーナー

大町町
- 大町町公民館図書室

上記のほか、2016年の統計で蔵書1万冊以上の図書室を有する公民館は唐津市の浜玉公民館、呼子公民館、武雄市の北方公民館。同5千冊以上1万冊未満は唐津市の厳木、肥前公民館、白石町の有明公民館、太良町の大浦公民館。

## 大学図書館
5館（大学コンソーシアム佐賀加盟大学）はすべて佐賀県内図書館横断検索システムに参加する。
- 佐賀大学附属図書館（本館）（佐賀市）
  - 医学分館（佐賀市）
- 西九州大学附属図書館（本館）（神埼市）
  - 小城分館（小城市）
- 西九州大学短期大学部附属図書館（佐賀市）
- 佐賀女子短期大学図書館（佐賀市）
- 九州龍谷短期大学図書館（鳥栖市）

## 私立図書館
- こども絵本図書館詩楽の森 (社会福祉法人の運営、武雄市山内町)

## 専門図書館など
- 佐賀県立視覚障害者情報・交流センター（旧佐賀県立点字図書館、佐賀市）
- 佐賀県議会図書室（佐賀県庁舎議会棟）
- 佐賀県教育センター図書資料室（佐賀市）
- 佐賀県立男女共同参画センター・生涯学習センター（アバンセ）情報サービスフロア（佐賀市）